# Sensibilitat i especificitat
Donat un estimador per a una variable estadística discreta binària es defineixen dos valors associats importants:
- La sensibilitat ens indica la capacitat del nostre estimador per donar com a casos positius els casos realment malalts, o proporció de malalts correctament identificats. És a dir, la sensibilitat caracteritza la capacitat de la prova per detectar la malaltia en subjectes malalts. També s'anomena reclam, quan es compara amb la precisió.
- L'especificitat ens indica la capacitat del nostre estimador per donar com a casos negatius els casos realment sans; o proporció de sans correctament identificats. És a dir, l'especificitat caracteritza la capacitat de la prova per detectar l'absència de la malaltia en subjectes sans.

La sensibilitat es defineix com:
{\displaystyle Sensibilitat={\frac {VP}{VP+FN}}}
on VP serien els veritables positius i FN falsos negatius.
L'especificitat d'una prova representa la probabilitat que un subjecte sa tingui un resultat negatiu en la prova. L'especificitat es defineix com:
{\displaystyle Especificitat={\frac {VN}{VN+FP}}}
On VN serien els veritables negatius; i FP, els falsos positius.
La sensibilitat és la fracció de veritables positius i l'especificitat la fracció de veritables negatius.
No obstant això, cada prova tindrà més o menys percentatge tant en especificitat com en sensibilitat depenent del seu punt de tall. El millor seria que no es solapessin i en fer un test només obtinguéssim verdaders positius i verdaders negatius, però normalment no és així. Per això l'important és conèixer l'especificitat i la sensibilitat de cada estimador que usem.